# 塔瑞克·布萊克
塔瑞克·伯納德·布萊克（英語：Tarik Bernard Black，1991年11月22日—）出生於美國田納西州曼菲斯，为現役美国NBA联盟的职业篮球运动员。目前效力於休士頓火箭，主要擔任大前鋒或中鋒的位置。

## 高中生活
布萊克早年就讀於曼菲斯當地的里奇韋高中。在2008–09賽季，場均能得到15.7分和11.8個籃板，幫助校隊取得了26勝6敗的戰績和15-AAA的冠軍。2010年時，布萊克已經是全美前五十的球員，ESPN則將他排在第54位。升上高三後，布萊克參加田納西州選拔賽，繳出場均16.2分和21.6籃板的成績，但他最後拒絕許多大學名校的邀請，進入他夢寐以求的曼菲斯大學。

## 大學時期

### 曼菲斯大學
在加入曼菲斯大學（University of Memphis）的新生賽季就已經以先發球員身份出賽，總共出席了35場比賽，其中24場比賽擔任先發，場均能取得9.1分以及5.0個籃板。賽季結束後，布萊克入選C-USA最佳新人陣容。
在布萊克的大二賽季中，他參加了所有35場比賽，其中有31場比賽擔任先發，場均能得到10.7分、4.9個籃板以及1.5次阻攻。投籃命中率高達68.9％，並入選為C-USA最佳陣容第二隊和C-USA最佳防守陣容和全錦標賽陣容。
然而在他的三年級賽季，由於和總教練喬許·帕斯特納不合，布萊克被拔掉先發位置，賽季表現也因此退步，場均20.8分鐘僅繳出8.1分和4.8籃板的成績。2013年，布萊克以大三生身份取得組織領導學程的學士學位，更憑著最高的平均成績得到『Tiger Academic 30』（曼菲斯的獎學金）的殊榮。

### 堪薩斯大學
之後布萊克在2013年4月宣布將前往堪薩斯大學（University of Kansas）念完大四並攻讀碩士學位。進入堪薩斯大學後，布萊克成為堪薩斯大學松鴉鷹隊中鋒喬爾·恩比德的替補。在NCAA一級男子籃球錦標賽中，布萊克場均13.5分鐘能取得5.5分以及3.9個籃板。

## 職業生涯

### 休士頓火箭（2014）
2014年6月，布萊克宣佈參加2014年NBA選秀，但卻沒有被任何球隊選中。之後休士頓火箭邀請布萊克參加2014年NBA夏季聯賽。2014年8月28日，火箭與布萊克簽約。2014年12月27日，在代表火箭出場了25場比賽後，火箭宣佈放棄布萊克。

### 洛杉磯湖人（2014−2017）
2014年12月28日，布萊克被洛杉磯湖人放棄。2015年1月4日，他被分配到了湖人隊在發展聯盟的附屬球隊南灣湖人。第二天湖人緊急召回布萊克。2015年4月11日，他在湖人以106−98擊敗明尼蘇達灰狼的比賽中，以18分、10籃板的成績打出了他在2014–15賽季最好的表現。
2016年7月4日，布萊克和洛杉磯湖人達成續約協議。8月5日，雙方正式簽下兩年1285萬美元的合約。
2017年7月1日，洛杉磯湖人放棄了布萊克。

### 重返火箭（2017−至今）
2017年7月17日，布萊克與休士頓火箭達成簽約協議，雙方簽下一年329萬美元的合約，布萊克再次重返休士頓。

## 職業生涯數據

### NBA例行賽數據統計
| 賽季    | 球隊 | GP  | GS | MPG  | FG%  | 3P%  | FT%  | RPG | APG | SPG | BPG | PPG |
| ------- | ---- | --- | -- | ---- | ---- | ---- | ---- | --- | --- | --- | --- | --- |
| 2014–15 | HOU  | 25  | 12 | 15.7 | 54.2 | 0.0  | 51.7 | 5.1 | 0.3 | 0.2 | 0.1 | 4.2 |
| 2014–15 | LAL  | 38  | 27 | 21.1 | 58.9 | 0.0  | 56.2 | 6.3 | 0.9 | 0.3 | 0.6 | 7.2 |
| 2015–16 | LAL  | 39  | 0  | 12.7 | 54.8 | 0.0  | 42.2 | 4.0 | 0.4 | 0.4 | 0.5 | 3.4 |
| 2016–17 | LAL  | 67  | 16 | 16.3 | 51.0 | 50.0 | 75.2 | 5.1 | 0.6 | 0.4 | 0.7 | 5.7 |
| 2017–18 | HOU  | 51  | 2  | 10.5 | 59.1 | 9.1  | 46.0 | 3.2 | 0.3 | 0.4 | 0.6 | 3.5 |
| 生涯    |      | 220 | 57 | 15.1 | 55.0 | 14.3 | 58.2 | 4.7 | 0.5 | 0.4 | 0.5 | 4.9 |

### NBA季後賽數據統計
| 賽季    | 球隊 | GP | GS | MPG | FG%  | 3P% | FT% | RPG | APG | SPG | BPG | PPG |
| ------- | ---- | -- | -- | --- | ---- | --- | --- | --- | --- | --- | --- | --- |
| 2017–18 | HOU  | 7  | 0  | 2.7 | 25.0 | …   | …   | 0.9 | 0.3 | 0.0 | 0.1 | 0.3 |
| 生涯    |      | 7  | 0  | 2.7 | 25.0 | …   | …   | 0.9 | 0.3 | 0.0 | 0.1 | 0.3 |

## 個人生活
- 塔瑞克·布萊克是勞倫斯·布萊克和茱蒂絲·布萊克的兒子，他還有兩個兄弟叫畢拉爾和阿瑪爾。[10]

- 布萊克擁有曼菲斯大學的學士學位和堪薩斯大學的碩士學位。[11]

## 外部連結
- 塔瑞克·布萊克在fiba.basketball（英语）
- 塔瑞克·布萊克在NBA（英语）
- 塔瑞克·布萊克在Basketball-Reference.com（NBA）（英语）
- 塔瑞克·布萊克在Basketball-Reference.com（NBA G聯盟）（英语）
- 塔瑞克·布萊克在Basketball-Reference.com（國際）（英语）
- 塔瑞克·布萊克在Sports-Reference.com（NCAA）（英语）
- 塔瑞克·布萊克在ESPN（NBA）（英语）
- 塔瑞克·布萊克在Eurobasket.com（球員）（英语）
- 塔瑞克·布萊克在RealGM（英语）
- 塔瑞克·布萊克在Proballers（英语）
- Kansas bio （页面存档备份，存于）
- Memphis bio